# Rifstangi
Rifstangi är en udde i republiken Island. Den ligger i regionen Norðurland eystra, i den norra delen av landet. Fram tills nyligen ansågs Hraunhafnartangi vara den nordligaste punkten på Island och den skulle då ligga närmast Norra polcirkeln. Men år 2016 bekräftades det att Rifstangi faktiskt ligger 68 meter längre norrut och att den då är Islands nordligaste punkt. Gården Rif är övergiven.